# Arquitetura analítica

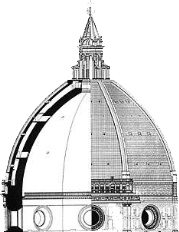
Duomo de Florença, de Brunelleshi.

Arquitetura analítica é o campo de estudo da arquitetura que foca a descoberta, identificação de padrões e significados na arquitetura.
[carece de fontes?]

## Definição
Arquitetura Analítica  consiste em um método científico que serve para extrair informações de toda ordem originada de um objeto arquitetônico.

## Técnicas para análise
- Fotografia
- Plantas e seções (cortes)
- Light Steel Framing (sistemas estruturais)
- análise da geometria
- Relacão entre os objetos e as distâncias entre si
- Tamanho e atividades dos usuários

### Livros
- Visual Notes for Architects and Designers por Norman Crowe and Paul Laseau | 29 de Novembro de 2011

### Artigos
Design, Science and Conceptual Analysis https://philpapers.org/archive/BAMDSA.pdf